# Incestophantes kochiellus
Incestophantes kochiellus – gatunek pająka z rodziny osnuwikowatych zamieszkującego północną Holarktykę.

## Opis
Samce osiągają do 2,9 mm, a samice do 2,7 mm długości ciała. Epigynum samic szerokie z guzkowatymi wyrostkami. Prosoma brunatna z obrzeżeniem i plamką pośrodku. Odnóża brązowawe. Opistosoma z wzorem w kształcie serca, 4 parami plamek pośrodku i ciemną poprzeczną linią.

## Występowanie
Gatunek rozprzestrzeniony od północnej Europy, gdzie występuje w Norwegii, Szwecji, Finlandii i północnej Rosji, przez Syberię po Półwysep Czukocki.